# Guoyuan (sockenhuvudort i Kina, Liaoning Sheng, lat 40,18, long 122,14)
Guoyuan är en sockenhuvudort i Kina. Den ligger i provinsen Liaoning, i den nordöstra delen av landet, omkring 210 kilometer sydväst om provinshuvudstaden Shenyang. Antalet invånare är 1 186. Befolkningen består av 571 kvinnor och 615 män. Barn under 15 år utgör 10,0 %, vuxna 15-64 år 75 %, och äldre över 65 år 13,0 %.
Runt Guoyuan är det tätbefolkat, med 297 invånare per kvadratkilometer. Närmaste större samhälle är Xiongyue, 1,4 km väster om Guoyuan. Trakten runt Guoyuan består till största delen av jordbruksmark.
Genomsnittlig årsnederbörd är 910 millimeter. Den regnigaste månaden är juli, med i genomsnitt 262 mm nederbörd, och den torraste är januari, med 7 mm nederbörd.